# Correo electrónico certificado
Un correo electrónico certificado es un tipo especial de servicio de reparto de correspondencia proporcionado por agencias postales, tales como Correos y MRW, y otras empresas que ofrecen servicios de tercero de confianza.

## Características
Se caracteriza porque el correo queda registrado desde el momento de ser enviado por una plataforma en línea de comunicación hasta la recepción por parte de su destinatario, todo el proceso bajo la protección de un tercero de confianza con prueba legal.
Durante todo el trayecto de la correspondencia en línea, estas empresas efectúan el seguimiento del mismo, permitiendo al remitente que verifique la recepción del mismo por parte del destinatario. Es una buena forma de certificar la entrega del envío y dejar constancia con validez jurídica del contenido documental.

## Ventajas
- Rapidez
- Eliminación de intermediarios
- Abaratar costes

## Desventajas
Las desventajas son todas las inherentes al uso de correo electrónico, además del tipo de cliente de correo electrónico utilizado por el destinatario.